# Phạm Văn Cường (chính khách)
Phạm Văn Cường (sinh năm 1957) là đại biểu Quốc hội Việt Nam khóa XIII, thuộc đoàn đại biểu Quốc hội Lào Cai, từng là Chủ tịch Hội đồng nhân dân tỉnh Lào Cai.

## Tiểu sử
Ông sinh ngày 10/1/1957, dân tộc Kinh, không tôn giáo. Quê quán ở TP Yên Bái, tỉnh Yên Bái.
Ông có trình độ chính trị là Cử nhân chính trị và trình độ chuyên môn là Đại học Nông nghiệp.
Ông gia nhập Đảng Cộng sản Việt Nam vào ngày 25/11/1992.
Ông từng là Đại biểu Hội đồng nhân dân tỉnh khóa XIV nhiệm kỳ 2011-2016.
Ông từng là đại biểu Quốc hội Việt Nam khóa XIII, thuộc đoàn đại biểu Lào Cai, đồng thời là Ủy viên Ban Thường vụ tỉnh ủy, Chủ tịch Hội đồng nhân dân tỉnh Lào Cai, Trưởng đoàn đại biểu Quốc hội tỉnh Lào Cai khóa XIII, Ủy viên Uỷ ban Tài chính-Ngân sách của Quốc hội, làm việc ở Văn phòng Đoàn ĐBQH và HĐND tỉnh Lào Cai.